# Збигнев Ненацки
Збигнев Томаш Новѝцки (на полски: Zbigniew Tomasz Nowicki), с псевдоним Збѝгнев Нена̀цки (на полски: Zbigniew Nienacki), е полски журналист, публицист, сценарист и писател, автор на произведения в жанровете детска литература, приключенски и съвременен роман.

## Биография и творчество
Збигнев Ненацки е роден на 1 януари 1929 г. в Лодз, Полша, в семейството на Цецилия Данецка, преподавателка по полски език и изкуство, и Януш Новицки, психолог. Има 2 братя. През 1940 г. заради Втората световна война се местят и работят в село Слупя, Скерневишки окръг, а през 1945 г. се връщат в Лодз.
През 1946 г. е публикувана първата му повест „Związek poszukiwaczy skarbów“ в списание „Przyjaciel“. През 1948 г. завършва средното си образование и отива за кратко в Шклярска Поремба като преподавател в Дружеството на приятелите на децата. Същата година започва да учи в Държавното висше училище за филми в Лодз. Следващата година получава стипендия и започва да изучава сценаристика в Държавния институт за кинематография в Москва. През 1950 г. е екстрадиран в Полша заради „антисталинистки позиции“ като му е забранено да постъпва в университет. През 1950 г. написва първата си книга, но никой не иска да я публикува.
По-късно започва работа като журналист в Лодзкия „Работнически вестник“, където работи до 1958 г. В периода 1954 – 1962 г. работи и към седмичника „Odglosy“, където пише репортажи, критика за филми и др.
През 1952 г. се жени за Хелена Дембска. Имат син Марек. През 1957 г. дебютира с романа си „Uroczysko“ (Свещено място) и приключенската поредица за юноши „Господин Автомобил“.
Приключенските книги на Ненацки имат сензационни, занимателни сюжети, наситени с научни материали, остроумно вплетени в сюжета. По романите за господин Автомобил и неговите приключения е създаден и телевизионен сериен филм.
През 1967 г. се премества да живее в село Йежвалд, близо до Илава, където живее в продължение на 27 години, посвещавайки се на писателската си кариера.
В периода 1962 – 1965 г. е бил съдебен заседател в наказателното отделение на окръжния съд в Лодз. От 1962 г. е член на Полския съюз на писателите. Активен член на полската комунистическа партия от 1962 г., на доброволните милиции от 1963 г., и на обществените комитети за национално спасение по време на военното положение през 1982 г. Изразява подкрепата си за ген. Войчех Ярузелски и пише статии против профсъюза „Солидарност“ в пресата. През 1982 г. е удостоен с наградата „Рицарски кръст“ на ордена на Полското възраждане.
Збигнев Ненацки умира на 23 септември 1994 г. в Моронг.

## Произведения

### Самостоятелни романи
- Worek Judaszów (1961)
- Podniesienie (1963)
- Laseczka i tajemnica (1963)
- Z głębokości (1964)
- Sumienie (1965)
- Liście dębu (т. 1 – 1967, т. 2 – 1969)
- Mężczyzna czterdziestoletni (1971)
- Uwodziciel (1978)
- Raz w roku w Skiroławkach (т. 1 и 2 – 1983)
- Wielki las (1987)
- Dagome iudex (1989 – 1990) – издаден и като „Historia sekretna“

### Серия „Господин Автомобил“ (Pan Samochodzik)
1. Uroczysko (1957) – издаден и като „Pan Samochodzik i święty relikwiarz“
2. Skarb Atanaryka (1960) – издаден и като „Pan Samochodzik i skarb Atanaryka“
3. Pozwolenie na przywóz lwa (1961) – издаден и като „Pierwsza przygoda Pana Samochodzika“
4. Wyspa Złoczyńców (1964) – издаден и като „Pan Samochodzik i Wyspa Złoczyńców“
5. Pan Samochodzik i templariusze (1966)
6. Księga strachów (1967) – издаден и като „Pan Samochodzik i dziwne szachownice“
7. Niesamowity dwór (1970) – издаден и като „Pan Samochodzik i niesamowity dwór“
8. Nowe przygody Pana Samochodzika (1970) – издаден и като „Pan Samochodzik i Kapitan Nemo“
9. Pan Samochodzik i zagadki Fromborka (1972)
Господин Автомобил и загадките на Фромборк, изд.: „Отечество“, София (1980), прев. Елена Пеловска
10. Pan Samochodzik i Fantomas (1973)
11. Pan Samochodzik i tajemnica tajemnic (1975)
12. Pan Samochodzik i Winnetou (1976)
13. Pan Samochodzik i Niewidzialni (1977)
14. Pan Samochodzik i złota rękawica (1979)
15. Pan Samochodzik i człowiek z UFO (1985)
16. Pan Samochodzik i nieuchwytny kolekcjoner (1997)

### Пиеси
- Termitiera (1962)
- Golem (1963)
- Styks (1963 – 1966)
- Opowieść o Bielinku (1966)
- Sztuki teatralne (2004)

## Екранизации
- 1965 Wyspa Złoczyńców – сценарист
- 1966 Z przygodą na ty – ТВ сериал, сценарист
- 1966 Z przygodą na ty – ТВ сериал, диалог
- 1970 Akcja Brutus – сценарист
- 1971 Samochodzik i templariusze – ТВ сериал, сценарист
- 1986 Pan Samochodzik i niesamowity dwór – сценарист
- 1989 Pan Samochodzik i praskie tajemnice
- 1991 Latajace machiny kontra pan Samochodzik